# Adiantum flabellulatum
Adiantum flabellulatum är en kantbräkenväxtart som beskrevs av Carolus Linnaeus. Adiantum flabellulatum ingår i släktet Adiantum och familjen Pteridaceae. Inga underarter finns listade.